# Albert Brückl
Albert Brückl (* 24. Januar 1904 in Mannheim; † 3. Mai 1931 ebenda) war ein deutscher Fußballspieler. Der Angreifer des SV Waldhof Mannheim wird von 1921/22 bis 1930/31 mit 163 Verbandsligatoren geführt und gewann mit Waldhof in dieser Zeitspanne viermal in den Jahren 1924, 1928, 1930 und 1931 die Meisterschaft im Rheinbezirk.

## Spielerkarriere
Als das 17-jährige Offensivtalent in der Saison 1921/22 beim SV Waldhof in der 1. Mannschaft im Odenwaldkreis Abteilung I debütierte, profitierte er durch die Abgänge von Sepp Herberger, Karl Höger und Willi Hutter, dem gefürchteten „H-Innensturm“ des SVW. Trotz des Verlustes der drei Internationalen spielten Brückl und Kollegen um die Titelvergabe mit und erreichten mit einem Punkt Rückstand hinter MFC 08 Lindenhof die Vizemeisterschaft. Der Jugendspieler wurde auf Anhieb an der Seite von Simon Skudlarek und Heinrich Schwärzel Stammspieler im Angriff der Blau-Schwarzen. Erstmals im Spiel am 19. Februar 1922, einem 1:1 gegen Absteiger VfR Bürstadt, taucht bei Zeilinger explizit der Name von Brückl in der Mannschaftsaufstellung der Waldhöfer auf. Die junge Stürmerhoffnung gewann mit seinen Mannschaftskameraden am 23. April 1922 vor 10.000 Zuschauern auf dem Waldhof-Platz mit 6:4 gegen VfTuR Feudenheim den Pokalwettbewerb im Rheinbezirk. Brückl erzielte als Halbrechts vier Tore für den Sieger, genau wie beim Gegner Mittelstürmer Paul Lipponer. Im Kampf um die Bezirks-Pokalmeisterschaft traf der Odenwaldkreispokalsieger auf den Pfalzkreispokalsieger FC Pfalz Ludwigshafen: Vor 4.000 Zuschauern benötigte Waldhof am 7. Mai 1922 die Verlängerung, um mit dem 1:0 durch Brückl Bezirks-Pokalsieger zu werden. 
Für mehr Gesprächsstoff sorgten aber in dieser Runde die sogenannte „Mannheimer-Berufsspieler-Affäre“. Herberger (Wechsel zum VfR Mannheim) und Höger (Wechsel zum Bonner FV) wurden vom Süddeutschen Fußball-Verband zu Berufsspielern erklärt und gesperrt, später wieder begnadigt. 
In der Rückrunde seiner zweiten Saison in der 1. Mannschaft von Waldhof, 1922/23, kam das junge Offensivtalent zum ersten Mal in der Stadtmannschaft von Mannheim zum Einsatz. Am 29. April 1923 gewann Ludwigshafen das Spiel mit 3:1 gegen Mannheim und Mittelstürmer Brückl gelang der Ehrentreffer. Erneut wurde er mit Waldhof im Odenwaldkreis Vizemeister. In der neuen Rheinbezirksliga 1923/24 schlug Waldhof am 21. Oktober 1923 den VfR Mannheim vor rund 10.000 Zuschauern mit 3:1 und Brückl gehörte zu den Torschützen. Nach dem 4:2-Erfolg des SVW am 16. Dezember 1923 vor 6.000 Zuschauern über FC Phönix Ludwigshafen und dem 6:1-Sieg eine Woche später über MFC Phönix 02 sagten die Waldhof-Verantwortlichen die üblichen Freundschaftsspiele zum Jahreswechsel ab, damit sich die Mannschaft voll auf die noch ausstehenden Verbandsspiele konzentrieren konnte. Mit dem 1:0-Sieg bei FG 03 Ludwigshafen am 27. Januar 1924 wurde der SV Waldhof erster Meister im Rheinbezirk. Mit 24:4 Punkten, vier Punkte Vorsprung vor dem Lokalrivalen VfR Mannheim, beendete Waldhof nach 14 Rundenspielen die Verbandsrunde als Meister. Im Angriff war der Meister überwiegend in der Besetzung mit Eugen Kohl, Brückl, Heinrich Schwärzel, Karl Engelhardt und Simon Skudlarek angetreten. In der Endrunde um die Süddeutsche Meisterschaft schlug Waldhof eine beachtliche Klinge. Der 4. Rang wird der Leistung nicht gerecht. Wegen eines Satzungsverstoßes – unberechtigtes Mitwirken des Verteidigers Lidy – wurden Waldhof die beiden Punkte aus dem Spiel gegen Kickers Stuttgart (3:2 am 23. März 1924) aberkannt und eine Geldbuße von 250 Mark verhängt. Beim aberkannten 3:2-Erfolg gegen die Stuttgarter Kickers hatte Brückl alle drei Treffer erzielt, er war zudem Torschütze beim 1:0-Auswärtserfolg beim FSV Frankfurt, erzielte auch beim 2:0-Heimerfolg gegen den späteren deutschen Meister 1. FC Nürnberg am 16. März einen Treffer gegen die internationale Verteidigung des „Clubs“ mit Heinrich Stuhlfauth, Gustav Bark, Anton Kugler, Hans Schmidt, Hans Kalb und Carl Riegel und war auch zweifacher Torschütze beim 3:1-Auswärtserfolg am 6. April 1924 bei der SpVgg Fürth.
Als Bestätigung seiner imponierenden Torgefährlichkeit wurde der 20-Jährige am 25. Mai 1924 in die Süddeutsche Auswahl berufen. In Biel setzte sich aber die Zentralschweiz mit 3:1 gegen Süddeutschland durch, Brückl war der Schütze des Ehrentreffers und Höger vom VfR Mannheim stürmte auf Rechtsaußen.
In der Saison 1927/28 gewann der abschlussstarke Angreifer mit Waldhof die zweite Meisterschaft im Rheinbezirk. Brückl konnte beide Spiele mit seinen Mannschaftskameraden gegen den Titelverteidiger VfL Neckarau gewinnen (4:2, 4:1) und erzielte in beiden Spielen jeweils einen Treffer. In den Spielen um die Süddeutsche Meisterschaft konnte Waldhof mit drei Siegen und drei Unentschieden nicht überzeugen. In der Saison 1929/30 brachte das letzte Rundenspiel am 8. Dezember 1929 beim Titelverteidiger VfL Neckarau die Entscheidung: Waldhof setzte sich vor 12.000 Zuschauern mit 3:1 durch, Brückl steuerte einen Treffer bei, und holte erneut die Meisterschaft im Rheinbezirk. Am 22. Juni 1930 stürmte er an der Seite von Kurt Langenbein und Oskar Rohr in der Auswahl des Rheinbezirks bei einem 9:2-Sieg gegen den Saarbezirk. Er war zweifacher, Ossy Rohr vierfacher Torschütze.
Als in der Saison 1930/31 der spätere Nationalstürmer Otto Siffling im Angriff von Waldhof debütierte lieferten sich Waldhof und der VfR am 30. November 1930 ein packendes Derby. Brückl agierte als Mittelläufer und die junge Stürmerhoffnung Siffling führte als Mittelstürmer den Angriff an. Waldhof setzte sich knapp mit 4:3 durch. Beim Entscheidungsspiel am 4. Januar 1931 gegen den punktgleichen FC Phönix Ludwigshafen (beide je 20:8 Punkte) um die Meisterschaft im Rheinbezirk, war Brückl beim 1:0-Sieg nicht im Einsatz. In den Spielen um die Süddeutsche Meisterschaft 1931 war Brückl dann nur noch am 8. März 1931 bei einem 2:1-Heimerfolg gegen Eintracht Frankfurt im Einsatz.
Brück verstarb völlig überraschend am 3. Mai 1931 im Alter von 27 Jahren nach einem Schlaganfall. Er führt bis zum heutigen Tage mit 163 Toren in Verbandsspielen und 16 Toren in Pokalspielen die offizielle Torschützenliste des SV Waldhof an.
Bei Kirn und Natan ist zum Waldhofstürmer festgehalten, dass er ein geschmeidiger, schussfroher Stürmer aus der großen Waldhofschule gewesen sei. Eher asthenisch als athletisch.
Albert Brückl war Wirt des Waldhof-Clubhauses und Sohn Werner war später langjähriger Jugendtrainer bei Waldhof.